# Selce, Litija
Selce so naselje v Občini Litija.